# Encyrtus sagillus
Encyrtus sagillus är en stekelart som beskrevs av Walker 1838. Encyrtus sagillus ingår i släktet Encyrtus och familjen sköldlussteklar.
Artens utbredningsområde är Frankrike. Inga underarter finns listade i Catalogue of Life.